# Oncom

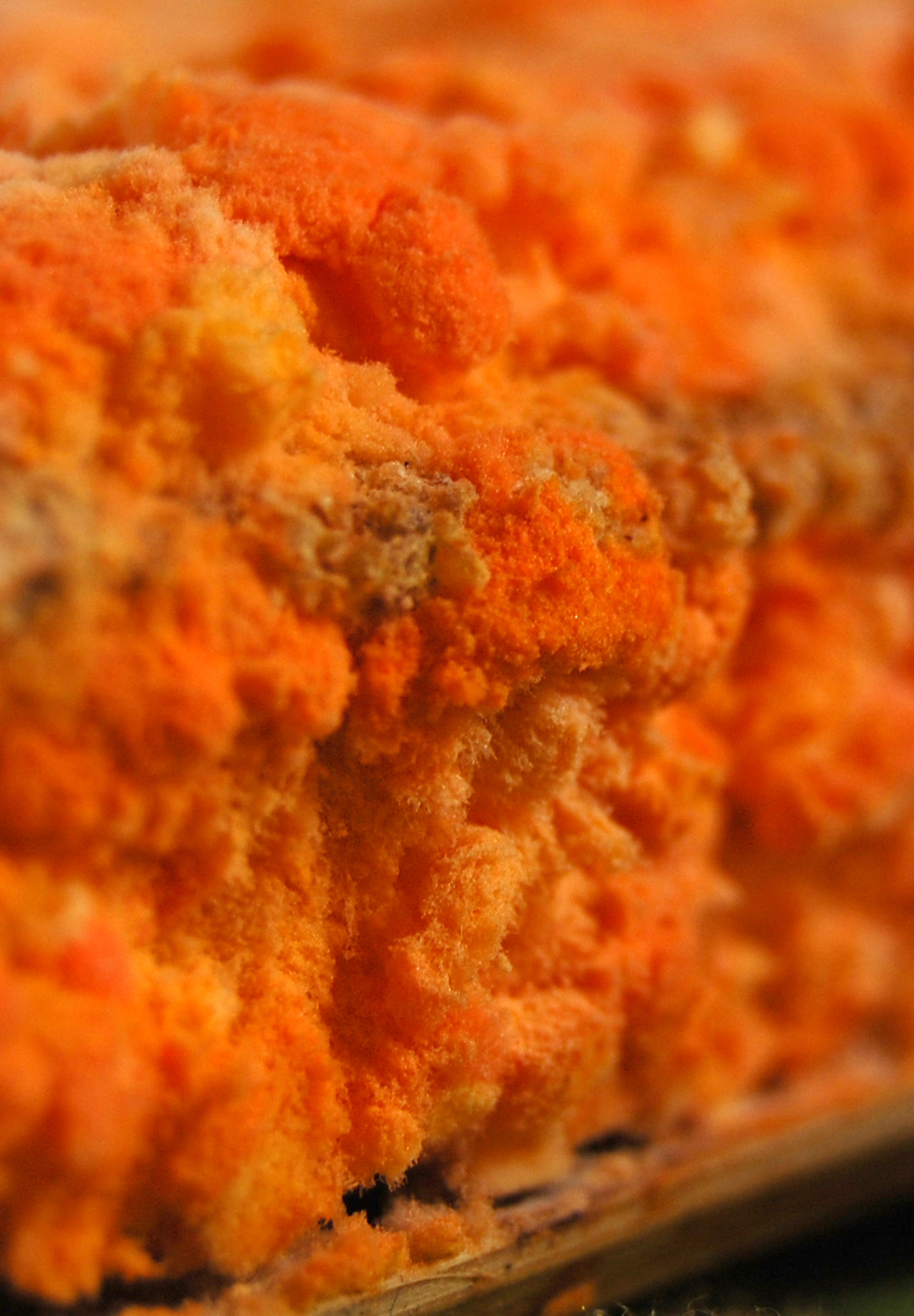
Moisissure d’oncom rouge.

L'oncom (/ɒnˈtʃɒm/) est un des aliments de base traditionnels de la cuisine soundanaise, celle des habitants de Java occidental. Il y a deux types d’oncom : l’oncom rouge et l’oncom noir. L’oncom est très proche du tempeh ; ce sont tous les deux des aliments fermentés préparés à partir de moisissures.

## Production

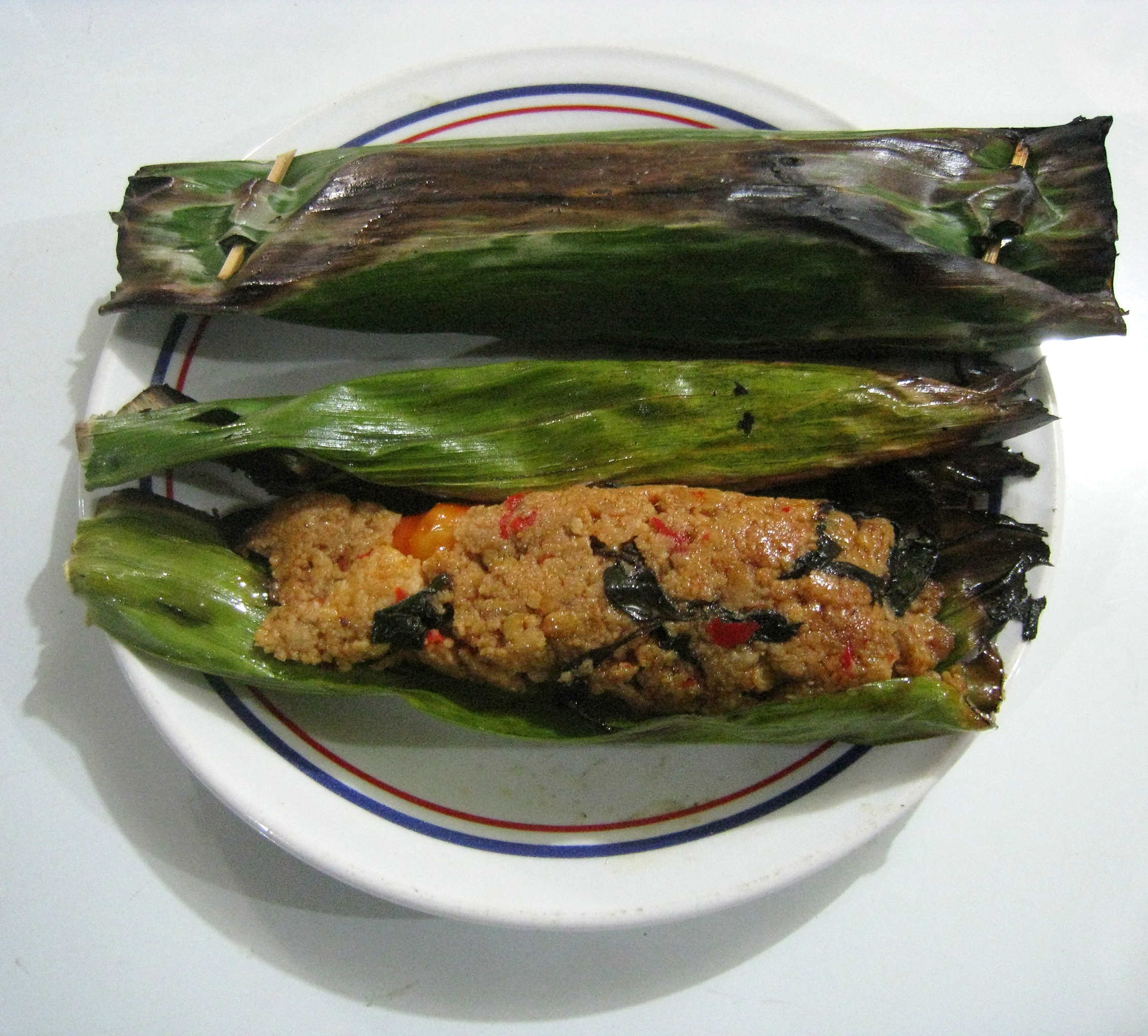
Pepes oncom, c'est-à-dire cuit dans une feuille de bananier.

Habituellement, l’oncom est le sous-produit de la production d'autres aliments :
- le tourteau de soja, appelé okara, issu de la production de tofu ;
- le tourteau d'arachide obtenu après extraction de l'huile d'arachide ;
- le tourteau de manioc après extraction de la fécule de tapioca ;
- le tourteau de noix de coco après extraction de l'huile ou du lait de coco.

Cela augmente ainsi la rentabilité économique de ces filières.
L'oncom noir est préparé à l'aide de Rhizopus oligosporus alors que le rouge est préparé à l'aide de Neurospora intermedia var. oncomensis. C'est le seul aliment préparé à partir de Neurospora.

## Nutrition
On a découvert que l'oncom rouge réduisait le niveau de cholestérol chez les rats.

## Toxicité
Durant la production de l'oncom, une certaine hygiène est nécessaire pour éviter de contaminer la culture de la moisissure avec des bactéries ou d'autres mycètes comme Aspergillus flavus, qui produit de l'aflatoxine. Neurospora intermedia var. oncomensis et Rhizopus oligosporus réduisent la quantité d'aflatoxine produite par Aspergillus flavus. Cependant, l'aflatoxine produite par les moisissures Aspergillus sont souvent naturellement présent dans le tourteau d'arachide. De plus, le tourteau de noix de coco peut abriter la très dangereuse Burkholderia gladioli, qui produit deux composants hautement toxiques - l'acide bongkrek et la toxoflavine.
Alors que le soja est connu pour être un des meilleurs substrats pour faire cultiver Rhizopus  oligosporus pour produire du tempeh, l’oncom n'a pas été étudié aussi minutieusement ; le meilleur substrat pour produire de l’oncom reste encore inconnu.